# Julius Ubido
Julius Ubido (sinh ngày 29 tháng 12 năm 1984) là một cầu thủ bóng đá người Nigeria thi đấu cho Heartland, ở vị trí tiền vệ.

## Sự nghiệp
Ubido chơi bóng ở Nigeria cho Heartland.
Anh ra mắt quốc tế cho Nigeria năm 2011.